# Doba (Hongarije)
Doba is een plaats (község) en gemeente in het Hongaarse comitaat Veszprém. Doba telt 586 inwoners (2001).